# Carl Lange

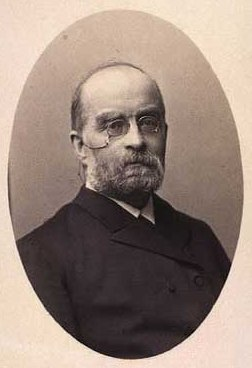

Carl Georg Lange (4 de dezembro de 1834 - 1900) foi um médico e psicólogo dinamarquês. Ele e William James independentemente desenvolveram a teoria de James-Lange das emoções, que postula que todas as emoções são desenvolvidas a partir de reações fisiológicas a estímulos. Ao contrário de James, Lange declarou expressamente que as alterações vasomotoras são as próprias emoções. Lange também observou os efeitos psicotrópicos de lítio, embora o seu trabalho nesta área foi esquecido e independentemente redescoberto mais tarde.